# Горюнов, Владимир Алексеевич
Владимир Алексеевич Горюнов (24 сентября [7 октября] 1910, Никольское — 1991, Санкт-Петербург) — советский хозяйственный, государственный и политический деятель, Герой Социалистического Труда.

## Биография
Родился в 1910 году в Никольском. Член КПСС.
С 1928 года — на хозяйственной, общественной и политической работе. В 1928—1970 гг. — в Красной Армии, ученик медника, стропаль, помощник машиниста на прессе, машинист толстолистового прокатного стана «4000» в листопрокатном цехе Ижорского завода в городе Колпино, участник Великой Отечественной войны, старший вальцовщик листопрокатного цеха Ижорского завода.
Указом Президиума Верховного Совета СССР от 19 июля 1958 года присвоено звание Героя Социалистического Труда с вручением ордена Ленина и золотой медали «Серп и Молот».
Избирался депутатом Верховного Совета РСФСР 6-го созыва.
Умер в Ленинграде в 1991 году.